# Magta-Lahjar
Magta-Lahjar este o comună din departamentul Magta-Lahjar, Regiunea Brakna, Mauritania, cu o populație de 12.117 locuitori.